# Musée des sciences de Trondheim
Pour les articles homonymes, voir Musée des sciences.
Le musée des sciences de Trondheim (Vitensenteret i Trondheim en norvégien) est un musée d'expérimentation scientifique situé à Trondheim en Norvège. Tous les éléments exposés sont manipulables ou interactifs, ce qui en fait un lieu très bien adapté au jeune public (enfant, adolescents).